# 야타가라스

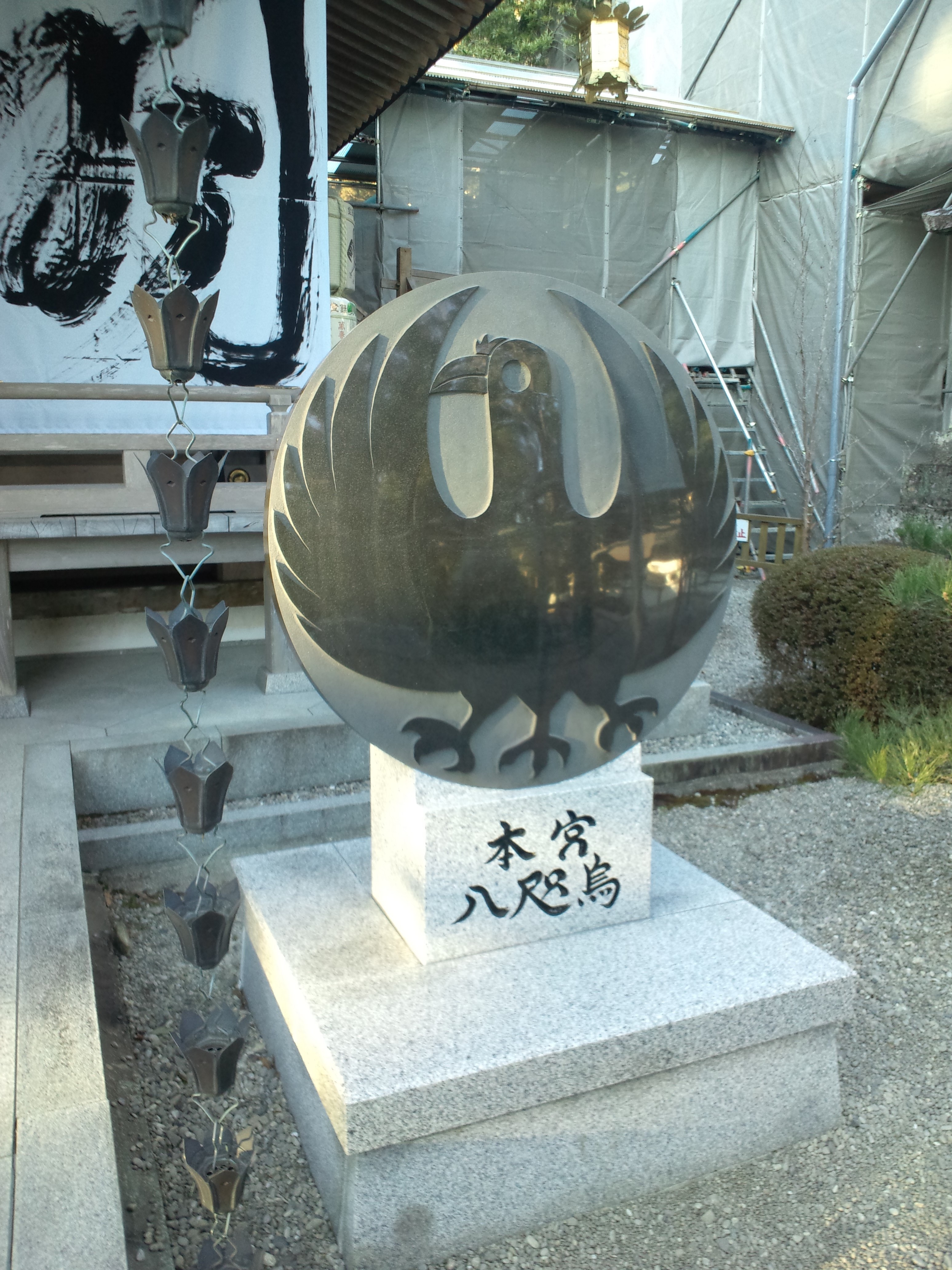
구마노 혼구 신사에있는 하치 가라스의 동상

야타가라스(일본어: 八咫烏)는 일본 신화에 등장하는 까마귀이며 인도의 신이다. 진무 동정 때 다카미무스미에 의해 진무 천황에게 보내져 구마노국에서 야마토국으로의 길 안내를 했다고 한다. 일반적으로 세 발이 달린 모습으로 알려져 옛날부터 그 모습의 그림으로 전해지고 있다.

## 같이 보기
- 진무 천황
- 진무 동정
- 삼족오